# دوار الشمس البولاندري
دوار الشمس البولاندري نوع نباتي يتبع جنس دوار الشمس من الفصيلة النجمية. سمي تكريمًا لعالم النبات هنري نيكولاس بولاندر (بالإنجليزية: Henry Nicholas Bolander.)‏.

## البيئة والانتشار
ينتشر في ولايتي كاليفورنيا وأوريغون غرب الولايات المتحدة.